# Larry Buchanan
Pour les articles homonymes, voir Buchanan.
Larry Buchanan est un monteur, producteur, réalisateur et scénariste américain, né le 31 janvier 1923 à Lost Prairie, au Texas, et mort des suites de problèmes respiratoires le 2 décembre 2004 à Tucson, en Arizona (États-Unis).

## Filmographie

### Comme monteur
- 1951 : The Cowboy
- 1963 : Free, White and 21 (en)
- 1964 : The Naked Witch
- 1964 : Under Age (en)
- 1964 : The Trial of Lee Harvey Oswald (en)
- 1967 : Sam (en)
- 1967 : Mars Needs Women (TV)
- 1967 : In the Year 2889 (en)
- 1968 : Comanche Crossing (en)
- 1969 : 'It's Alive!' (en) (TV)
- 1969 : Sex and the Animals
- 1970 : Strawberries Need Rain (en)
- 1989 : Goodnight, Sweet Marilyn (en)

### Comme producteur
- 1951 : The Cowboy
- 1952 : Grubstake (en)
- 1963 : Free, White and 21 (en)
- 1964 : Naughty Dallas (en)
- 1965 : The Eye Creatures (en) (TV)
- 1966 : Zontar the Thing from Venus (en) (TV)
- 1966 : Curse of the Swamp Creature (en) (TV)
- 1967 : Sam (en)
- 1967 : Mars Needs Women (TV)
- 1967 : In the Year 2889 (en)
- 1967 : Creature of Destruction (en) (TV)
- 1968 : Hell Raiders (en) (TV)
- 1968 : Comanche Crossing (en)
- 1968 : The Other Side of Bonnie and Clyde (en)
- 1969 : 'It's Alive!' (en) (TV)
- 1969 : Sex and the Animals
- 1970 : Strawberries Need Rain (en)
- 1970 : A Bullet for Pretty Boy (en) de Larry Buchanan
- 1976 : Goodbye, Norma Jean (en)
- 1978 : Hughes and Harlow: Angels in Hell (en)
- 1981 : The Loch Ness Horror (en)
- 1984 : Down on Us (en)
- 1989 : Goodnight, Sweet Marilyn (en)
- 2004 : The Copper Scroll of Mary Magdalene

### Comme réalisateur
- 1951 : The Cowboy
- 1952 : Grubstake (en)
- 1963 : Common Law Wife (en)
- 1963 : Free, White and 21 (en)
- 1964 : The Naked Witch
- 1964 : Naughty Dallas (en)
- 1964 : Under Age (en)
- 1964 : The Trial of Lee Harvey Oswald (en)
- 1965 : The Eye Creatures (en) (TV)
- 1965 : High Yellow (en)
- 1966 : Zontar the Thing from Venus (en) (TV)
- 1966 : Curse of the Swamp Creature (en) (TV)
- 1967 : Sam (en)
- 1967 : Mars Needs Women (TV)
- 1967 : Creature of Destruction (en) (TV)
- 1968 : Hell Raiders (en) (TV)
- 1968 : Comanche Crossing (en)
- 1968 : The Other Side of Bonnie and Clyde (en)
- 1969 : 'It's Alive!' (en) (TV)
- 1969 : In the Year 2889 (en)
- 1970 : Strawberries Need Rain (en)
- 1970 : A Bullet for Pretty Boy (en)
- 1976 : Goodbye, Norma Jean (en)
- 1978 : Hughes and Harlow: Angels in Hell (en)
- 1979 : Mistress of the Apes (en)
- 1981 : The Loch Ness Horror (en)
- 1984 : Down on Us (en)
- 1989 : Goodnight, Sweet Marilyn (en)
- 2004 : The Copper Scroll of Mary Magdalene

### Comme scénariste
- 1951 : The Cowboy
- 1952 : Grubstake (en)
- 1963 : Free, White and 21 (en)
- 1964 : The Naked Witch
- 1964 : Naughty Dallas (en)
- 1964 : Under Age (en)
- 1964 : The Trial of Lee Harvey Oswald (en)
- 1965 : High Yellow (en)
- 1967 : Sam (en)
- 1967 : Mars Needs Women (TV)
- 1968 : Comanche Crossing (en)
- 1968 : The Other Side of Bonnie and Clyde
- 1969 : 'It's Alive!' (en) (TV)
- 1970 : Strawberries Need Rain (en)
- 1976 : Goodbye, Norma Jean (en)
- 1978 : Hughes and Harlow: Angels in Hell (en)
- 1979 : Mistress of the Apes (en)
- 1981 : The Loch Ness Horror (en)
- 1984 : Down on Us (en)
- 1989 : Goodnight, Sweet Marilyn (en)